# Ridgewell (seriefigur)
För Ridgewell i Essex, se Ridgewell, Essex.
Britten Ridgewell är en seriefigur i Tintinalbumen, skapad av belgaren Hergé. Ridgewell var forskningsresande i landet San Theodoros i Sydamerika. I Tintinalbumet Det sönderslagna örat berättas att Ridgewell gav sig ut i Arumbaya-indianernas djungel, liksom CH. J. Walker, för över tio år sedan, och att han aldrig kom tillbaka. 
Senare i albumet går Tintin själv vilse i djungeln och blir räddad av samme Ridgewell. Då han förklarar för den gamle mannen att alla tror att han är död säger Ridgewell att han tycker att det är lika bra, och att han nu lever ett mycket lyckligare liv med Arumbayaindianerna.
40 år senare dyker Ridgewell upp igen i Tintinalbumet Tintin hos gerillan. Han bor fortfarande hos Arumbayas, och hjälper Tintin och gerillan genom att låta dem stanna i Arumbayas by.
Ett par specifika saker med Ridgewell är att han är en skicklig buktalare, och att han försökte lära Arumbayaindianerna att spela golf (mer eller mindre misslyckat). Troligen är Ridgewell baserad på brittiske upptäcktsresande Percy Harrison Fawcett, som 1925 försvann spårlöst i Brasiliens djungler. Enligt en annan teori är förebilden finländaren Rafael Karsten.